# 프리츠 펠드

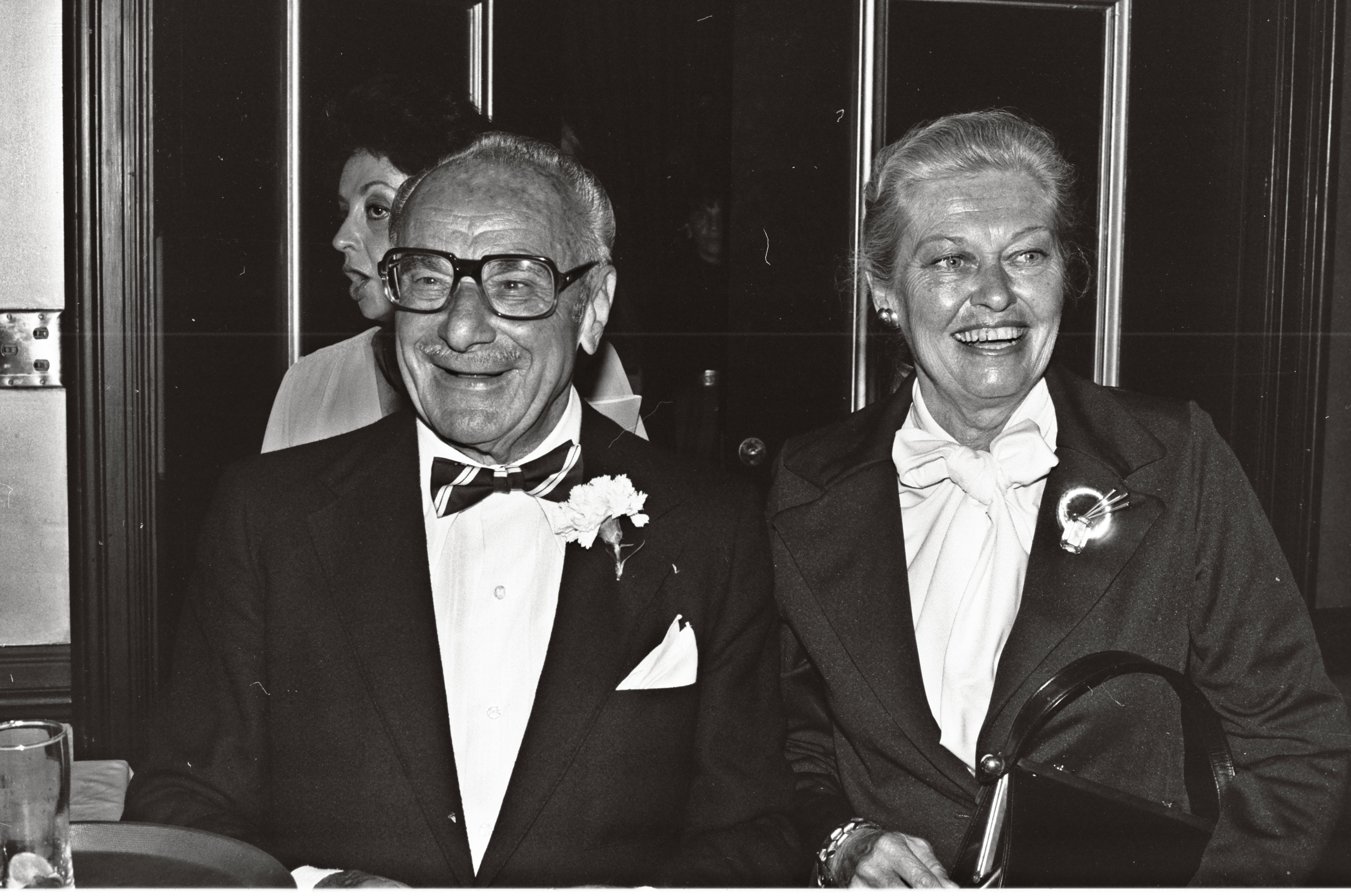

프리츠 펠드(Fritz Feld, 1900년 10월 15일 ~ 1993년 11월 18일)는 독일 태생의 미국 배우이다.
베를린에서 태어났으며 로스앤젤레스에서 사망하였다.

## 출연 작품
- 구두를 든 첩보원 (1989년)
- 세계사 (1981년)
- 허비 - 흥분하다 (1980년)
- 월드 그레이티스트 러버 (1977년)
- 프리키 프라이데이 (1976년)
- 무성 영화 (1976년)
- 세계에서 가장 힘센 남자 (1975년)
- 선샤인 보이 (1975년)
- 위치 웨이 투 더 프론트 (1970년)
- 헬로 돌리 (1969년)
- 테니스 신발을 신은 컴퓨터 (1969년)
- 웃음파는 남자 (1969년)
- 카프라이스 (1967년)
- 맨발 공원 (1967년)
- 쓰리 온 어 코치 (1966년)
- 페넬로피 (1966년)
- 할로우 (1965년)
- 포 포 텍사스 (1963년)
- 심부름 소년 (1961년)
- 포켓에 가득찬 행복 (1961년)
- 주크 박스 리듬 (1959년)
- 리빙 잇 업 (1954년)
- 콜 미 마담 (1953년)
- 오 헨리 단편집 (1952년)
- 해스 애니바디 신 마이 겔 (1952년)
- 마이 페이버릿 스파이 (1951년)
- 유 가터 스테이 해피 (1948년)
- 줄리아 미스비헤이브 (1948년)
- 월터의 비밀 인생 (1947년)
- 조지 화이트의 스캔달 (1945년)
- 니커보커 홀리데이 (1944년)
- 오페라의 유령 (1943년)
- 포 잭스 앤 어 질 (1942년)
- 아이슬란드 (1942년)
- 컴 리브 위드 미 (1941년)
- 이츠 어 데이트 (1940년)
- 바보의 기쁨 (1939년)
- 에브리씽 해펀즈 앳 나잇 (1939년)
- 웬 투마로우 컴스 (1939년)
- 서커스에서 (1939년)
- 골드 디거 인 파리 (1938년)
- 아이 양육 (1938년)
- 대뉴욕 (1938년)
- 브로드웨이 (1929년)
- 쉽 컴스 인 (1928년)
- 최후의 명령 (1928년)
- 골렘 (1920년)

### 텔레비전
- 배트맨 - 66년 TV 시리즈 (1966년) - 면접관 역
- 우주가족 로빈슨 (1965년)
- 첩보원 0011 (1964년)